# آموزشگاه فنی حرفه‌ای افغانستان
۳۴°۳۰′۵۲″شمالی ۶۹°۰۸′۱۴″شرقی / ۳۴٫۵۱۴۳۶۹۴°شمالی ۶۹٫۱۳۷۲۹۸۳۱۷°شرقی
آموزشگاه فنی حرفه‌ای افغانستان (به لاتین: Afghanistan Technical Vocational Institute) که به ATVI نیز شناخته می‌شود، یک آموزشگاه فنی حرفه‌ای در افغانستان است. ATVI فرصت‌های آموزش فنی و حرفه‌ای بازار محور را برای جوانان افغان فراهم می‌کند.
ATVI در فوریه ۲۰۰۶ در کابل تأسیس شد. به عنوان یک مؤسسه آموزشی خصوصی، غیرانتفاعی، پس از متوسطه، دانش و مهارت‌هایی را برای دانش‌آموزان فراهم می‌کند تا آنها را به کارکنان واجد شرایط برای مشاغل محلی تبدیل کند. این امر از اهداف بلندمدت USAID برای حمایت از اقتصاد و افزایش قابلیت اشتغال جوانان افغان و توسعه نیروی کار رقابتی افغان و به ویژه مشاغل کوچک می‌باشد.
پروژه آموزشگاه فنی حرفه‌ای افغانستان (ATVI) با هدف ارائه آموزش و آموزش فنی حرفه‌ای (TVET) به جوانان و بزرگسالان افغان واجد شرایط می‌باشد.
با هدف توسعه اقتصادی پس از جنگ افغانستان، ATVI در آوریل ۲۰۰۷ با سرمایه‌گذاری ۱/۸ میلیون دلار امریکایی در سرمایه‌گذاری خصوصی و اهدای زمین توسط وزارت دفاع آغاز به کار کرد. ATVI به طور کامل توسط شهروندان افغان اداره می‌شود.
در سال ۲۰۰۷، ATVI متعهد شد که یک دوره تجربی و آموزشی جامع برای دانشجویان افغان فراهم کند و فارغ‌التحصیلان خود را برای رهبری در بخش‌های کلیدی زراعت/باغبانی، ساخت و ساز، فناوری اطلاعات و ارتباطات (ICT) آماده کند.
کلاس اول برنامه ۴ ترم خود را در مارس ۲۰۰۸ با ۴۵۳ فارغ‌التحصیل، ۶۸ دختر و ۳۸۵ پسر به پایان رساند.
کلاس دوم در ماه مه ۲۰۰۹  ۷۹۷ فارغ‌التحصیل  داشت که از این تعداد ۱۸۸ دختر بودند.
در ۲۰۰۹-۲۰۱۱، ۱۳۰۰ دانشجو را ثبت نام کرد. تا ۲۰۱۶، ATVI حدود ۶۰۰۰ دانشجو را برای خدمت به افغانستان فارغ‌التحصیل کرده است.
این آموزشگاه مدارک تحصیلی در زمینه فناوری اطلاعات، مدیریت بازرگانی، ساخت و ساز، خودروسازی و باغبانی ارائه می‌دهد.

## دستاوردها
- از ژوئن ۲۰۱۳ تا دسامبر ۲۰۱۴، ۱۰۵۲ دانشجو از برنامه‌های مدیریت بازرگانی، ساخت و ساز، باغبانی، فناوری اطلاعات و ارتباطات، و تعمیرات خودرو فارغ‌التحصیل شدند.

- از ژوئن ۲۰۱۳ تا دسامبر ۲۰۱۴، ۳۵ معلم برای اجرای برنامه درسی به روز شده آموزش فنی و حرفه‌ای آموزش دیدند.
- مشارکت‌های ایجاد شده با سازمان‌های بخش خصوصی از جمله انجمن سازندگان افغانستان (ABA)، گروه مشاوره بازرگانی ایالتی، سازمان تحقیق و توسعه خارج از کشور برمن (BORDA)؛ اتاق بازرگانی افغانستان و سایر صنایع برای آموزش دانش‌آموزان در مورد سیستم‌های تصفیه فاضلاب غیرمتمرکز.

## بخش‌ها
این مؤسسه فنی حرفه‌ای پس از دوره متوسطه، فارغ‌التحصیلان را برای استخدام در پنج بخش آماده می‌کند:
- مدیریت کسب و کار
- فناوری اطلاعات و ارتباطات (ICT)
- کشاورزی
- ساخت و ساز
- تعمیر و نگهداری خودرو